# Wilhelmine von Dänemark

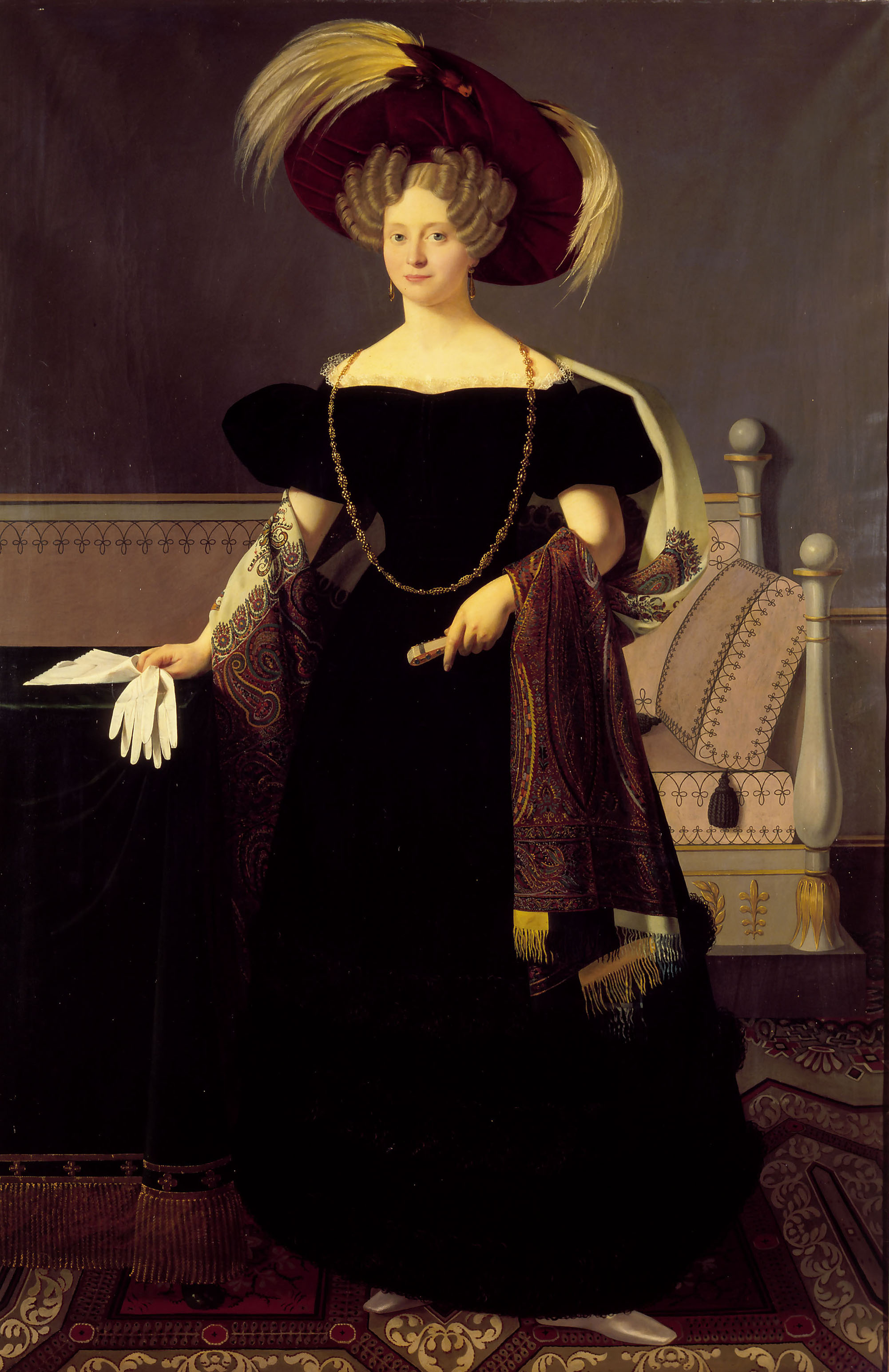
Prinzessin Wilhelmine von Dänemark

Wilhelmine Marie von Dänemark (dän. Vilhelmine Marie; * 18. Januar 1808 in Kiel; † 30. Mai 1891 in Glücksburg) war eine Prinzessin von Dänemark und Herzogin von Schleswig-Holstein-Sonderburg-Glücksburg.

## Leben

Wilhelmine von Dänemark, um 1830

Wilhelmine wurde als jüngste Tochter von König Friedrich VI. von Dänemark und Norwegen und Marie von Hessen-Kassel in Kiel geboren. Mit zwanzig Jahren wurde sie am 1. November 1828 in der Schlosskirche von Christiansborg in Kopenhagen mit ihrem Cousin, Prinz Frederik, dem späteren König Friedrich VII. von Dänemark verheiratet. Mit dieser Ehe wurden zwei Linien des dänischen Königshauses miteinander vereint, die seit 1814 ein kühles Verhältnis zueinander hatten. Die Ehe wurde auch vom Volk mit großer Begeisterung begrüßt und gefeiert. Diese Begeisterung hielt noch Monate an und spiegelte sich auch in Gedichten, Erzählungen und Festen wider.
Die Verbindung erwies sich jedoch schon alsbald als unglücklich. Insbesondere Frederiks ausschweifendes Leben führte dazu, dass sich das Paar im Jahre 1834 trennte und drei Jahre später, am 4. September 1837, geschieden wurde.
Ein Jahr später wurde Wilhelmine mit ihrem um fünf Jahre jüngeren Cousin, Herzog Karl von Schleswig-Holstein-Sonderburg-Glücksburg, verheiratet. Er war der ältere Bruder des späteren Königs Christian IX. von Dänemark. 1848 nahm Karl als Brigadechef auf der Seite Schleswig-Holsteins im Krieg 1848–1851 (Dreijahreskrieg) gegen Dänemark teil, was zu einem Bruch der Beziehungen Wilhelmines zur dänischen Königsfamilie führte. Im Sommer 1848 kam Karl aus dem Militärdienst zurück und das Paar lebte bis 1852 in Dresden. In diesem Jahr kam es wieder zu einer Aussöhnung mit der Verwandtschaft in Dänemark. Wilhelmine und ihr Gemahl hielten sich von nun an vorwiegend auf den Schlössern von Kiel und Louisenlund auf, insbesondere nach der Thronbesteigung ihres Schwagers Christian. 1864 wurde das Herzogtum Glücksburg preußisch und Karl verlor seinen Herzogtitel. Das Paar zog sich auf das Schloss Glücksburg zurück, das der Deutsche Kaiser dem ehemaligen Herzoghaus überließ. Am 24. Oktober 1878 starb Karl auf Schloss Glücksburg. Wilhelmine überlebte ihn um dreizehn Jahre und wurde an seiner Seite im Herzoglichen Mausoleum auf dem Stadtfriedhof beigesetzt.
Beide Ehen von Wilhelmine blieben kinderlos.